# 拱光眼虫
拱光眼虫（学名：Actinomma arcadophorum）为星球虫科光眼虫属的动物。分布于印度洋、中太平洋，包括东海、西沙群岛等海域。